# Elezioni europee del 1984 in Francia
Le elezioni europee in Francia del 1984 si sono tenute il 17 giugno. Esse hanno permesso di eleggere gli 81 europarlamentari spettanti alla Francia per la II legislatura (1984-1989) del Parlamento europeo.

## Risultati
| Liste                | Liste | Gruppo                       | Voti       | %     | Seggi            |
| -------------------- | --- | ---------------------------- | ---------- | ----- | ---------------- |
|                      | Union de l'opposition UDF et RPR • Raggruppamento per la Repubblica • Unione per la Democrazia Francese: - Partito Repubblicano - Centro dei Democratici Sociali - Partito Radicale - Aderenti diretti | - ADE - LD PPE LD 7 PPE/5 LD | 8.683.596  | 43,03 | 41 20 - 6 2 1 12 |
|                      | Liste socialiste pour l'Europe • Partito Socialista | - SOC                        | 4.188.875  | 20,76 | 20               |
|                      | Liste présentée par le PCF • Partito Comunista Francese | - COM                        | 2.261.312  | 11,21 | 10               |
|                      | Front d'opposition nationale pour l'Europe des patries • Fronte Nazionale | - GDE                        | 2.210.334  | 10,95 | 10               |
|                      | Les Verts - Europe écologie • I Verdi | -                            | 680.080    | 3,37  | -                |
|                      | Entente radicale écologiste pour les États-Unis d'Europe • Movimento dei Radicali di Sinistra • Unione Centrista Radicale • Ecologisti                                                                 | -                            | 670.474    | 3,32  | -                |
|                      | Au nom des travailleurs • Lotta operaia | -                            | 417.702    | 2,07  | -                |
|                      | Réussir l'Europe • Dissidenti UDF | -                            | 382.404    | 1,89  | -                |
|                      | Altri partiti (< 1%) | -                            | 686.157    | 3,39  | -                |
| Totale               | Totale | Totale                       | 20.180.934 |       | 81               |
| Schede bianche/nulle | Schede bianche/nulle | Schede bianche/nulle         | 737.838    | 2,00  |                  |
| Votanti/affluenza    | Votanti/affluenza | Votanti/affluenza            | 20.918.772 | 56,72 |                  |
| Elettori             | Elettori | Elettori                     | 36.880.688 |       |                  |